# Stygnomma leleupi
Espèce
Stygnomma leleupi est une espèce d'opilions laniatores de la famille des Stygnommatidae.

## Distribution
Cette espèce est endémique de la province de Napo en Équateur. Elle se rencontre vers Archidona.

## Description
La femelle holotype mesure 2,65 mm.

## Systématique et taxinomie
Cette espèce a été décrite par Rambla en 1976.

## Étymologie
Cette espèce est nommée en l'honneur de Narcisse Leleup.

## Publication originale
- Rambla, « Opiliones de Ecuador continental, tres n. sp. del genero Stygnomma (Phalangodidae) », Mission zoologique belge aux îles Galapagos et en Ecuador (N. et J. Leleup, 1964–1965). Résultats scientifiques, vol. 3,‎ 1976, p. 69-90